# Diary of a Wimpy Kid: The Getaway
Diary of a Wimpy Kid: The Getaway ou Diário de um Banana: Apertem os Cintos ou O Diário de um Banana: Põe-te a Milhas, é o 12º livro da série Diary of a Wimpy Kid. O livro se passa depois que a família Heffley, chega de viagem de um resort tropical, chamado Isla de Corales.
EDIÇÃO AMERICANA:
Título: Diary of a Wimpy Kid: The Getaway 
Autor: Jeff Kinney
Data de lançamento: 1 de novembro  de 2017
Número de páginas: 217 de história (224 no total) 
Editora: Amulet Books
EDIÇÃO BRASILEIRA:
Título: Diário de um Banana: Apertem os Cintos 
Autor: Jeff Kinney
Tradutor: Alexandre Boide
Data de lançamento: 1 de novembro de 2017
Número de páginas: 217 de história (224 no total)
Editora: V&R editoras
EDIÇÃO PORTUGUESA:
Título: O Diário de um Banana: Põe-te a Milhas
Autor: Jeff Kinney
Data de lançamento: 1 de novembro 2017
Número de páginas: 217 de história (224 no total)
Editora: Booksmile 
PERSOANAGENS:
Gregory Heffley: é o personagem principal da série Diary of a Wimpy Kid. Greg disse que não estava feliz para passar horas, dentro de um tubo de metal, com sua família. Já no final do livro, Rodrigo (que é o monitor da Área Pré-adolescente) levas as "crianças" para uma quadra de Tênis, mas ao chegar lá, Rodrigo tranca as "crianças" na quadra. Ele não deixou nenhuma raquete, mas, deixou umas 300 bolas de tênis. As "crianças" então começam uma guerra de bolas de tênis. Greg se juntou com um pessoal perto do alambrado que, não queriam levar boladas, alguém descobriu como ligar a máquina de lançar bolinhas e eles usarem isso para revidar. Mas aí a brincadeira parou do nada, um garoto que tinha dançado conga um dia antes, reconheceu Greg como o culpado da piscina ser esvaziada. As "crianças" começaram a tacar bolas de tênis em Greg, que teve que escalar o alambrado, para sair da quadra de tênis.
Rodrick Heffley: é irmão mais velho de Greg. No livro Susan, aluga um "cruzeiro particular", a família Heffley mergulha no mar artificial, mas, quando voltaram, esqueceram do Rodrick, eles acharam o Rodrick mas ele estava vermelho como um camarão, e com muita insolação.
Manny Heffley: é irmão mais novo de Greg. Quando eles ainda estavam no aeroporto, eles tiraram os casacos e os sapatos, Manny pensou que era para ele tirar a roupa, por sorte Susan impede um vexame ainda maior. Depois ele ainda pensou que a esteira era um brinquedo, e ficou muito chateado quando descobriu que não era um brinquedo.
Susan Heffley: é a mãe de Greg. Ela que teve a ideia de ir para lá, pois ela passou a lua de mel lá. Ela também teve a ideia de tirar uma foto com eles no banana boat, para ser o seu cartão de Natal. Mas infelizmente um moleque que estava brincando em uma cama elástica aquática, usou o banana boat como alvo é quebrou ele. 
Frank Heffley: é o pai de Greg. Quando eles almoçaram no restaurante ao ar livre, o garçom serviu água da torneira, ele bebeu e ficou com muita dor de barriga. Depois Susan manda Greg comprar um remédio, mas como o remédio estava em espanhol, ele não sabia se aquilo curava ou causava um piriri.
Diretor da Diversão: sua função é divertir as pessoas do resort. Quando a família Heffley estava perto da piscina, ele olhou para o baldinho de Manny e viu algo transparente. Quando chegou mais perto, ele percebeu que aquilo era uma vespa-do-mar, então ele jogou ela para a piscina, e a piscina teve que ser esvaziada.
Rodrigo: ele é o monitor da Área Pré-adolescente. Ele é muito parecido com Rodrick, tanto no nome, como na aparência e por gostar de heavy metal. 
FONTES:
- Diary of a Wimpy Kid